# 13638 Fiorenza
13638 Fiorenza (1996 CJ7) là một tiểu hành tinh vành đai chính được phát hiện ngày 14 tháng 2 năm 1996 bởi M. Tombelli và U. Munari ở Cima Ekar.